# Anna Anni
Anna Anni (Marradi, 21 de novembre de 1926 - Florència, 1 de gener de 2011) fou una dissenyadora de vestuari de cinema italiana.

## Biografia
Es va formar com a dissenyadora i va orientar la seva vocació vers el teatre, on va debutar el 1953 sota la direcció d'Orson Welles dissenyant el vestuari de La locandiera de Carlo Goldoni i el Volpone de Ben Jonson a Chicago.
Continuà amb Turcaret de Lesage sota la direcció de Mario Missiroli a l'Accademia d'Arte Drammatica de Roma i Paolo Paoli d'Adamov amb Paolo Poli i per ell va treballar a Nemica de Nicodemi i Mistica d'Omboni.
El 1965 va iniciar una llarga associació amb l'escenògraf i director Franco Zeffirelli per a qui va dissenyar els vestits de la Lupa de Verga amb Anna Magnani i Maria Stuart de Schiller amb Valentina Cortese i Rossella Falk al Teatro della Pergola de Florència, convertint-se en col·laboradora en gairebé tota la seva direcció d'òpera a grans teatres italians i estrangers com a Alcina, amb la que Joan Sutherland va debutar a La Fenice de Venècia, Cavalleria Rusticana, Pagliacci, Turandot, Don Carlo a La Scala de Milà, Don Giovanni i Carmen al Metropolitan de Nova York, Aida al Nou Teatre Nacional de Tòquio, Aida i Carmen a l'Arena de Verona, col·laborant també en algunes de les seves pel·lícules com Otello per la que fou candidata als Premis Oscar de 1987.
Al teatre d'òpera també va treballar amb molts altres coneguts directors entre ells Luciano Alberti a la Parisina d'Este a l'Accademia Musicale Chigiana de Siena, Dafne i L'elisir d'amore al Maggio Musicale Fiorentino, Sandro Sequi a Ifigenia in Alide i I puritani al Teatre Comunal de Bolonya, Orfeo al Calouste Gulbenkian de Lisboa, La figlia del reggimento al Covent Garden de Londres, Mauro Bolognini a Tosca al Teatro dell'Opera di Roma, Il pirata i Il Mosè al Teatre Comunal de Florència, Sylvano Bussotti a Le Bal Mirò al Teatre Comunal de Florència, Raymond Rouleau a Luisa Miller al Maggio Musicale Fiorentino.
Una parte de la seva carrera la va dedicar al ballet, dissenyant escenaris i vestuaris per a nombrosos espectacles ideats pel director Beppe Menegatti per Carla Fracci com Il fiore di pietra, Il bacio della fata, La Péri al Teatre Comunal de Bolonya, Giselle i Coppélia al Teatre Comunal de Bèrgam, Hommages Romantiques al Maggio Musicale Fiorentino, La scuola di ballo al Teatre Olímpic de Vicenza, Mirandolina i Il Principe delle Pagode a la Fenice de Venècia, Senso al Teatro Massimo de Palerm. Per Rudolf Nuréiev va dissenyar Don Quixote i Les Sylphides al Teatre de l'Òpera d'Anvers.
Per la Rai va idear el vestuari de "Grand Hotel Folies" uno show amb Milena Vukotic i la direcció de Massimo Scaglione i dues produccions sobre les màscares de Stenterello interpretades per Alfredo Bianchini: Stenterello re in sogno i Stenterello a Tunisi sota la direcció de Mario Ferrero.
Va morir l'1 de gener de 2011 als 84 anys.

## Tribut
A Florència el 2006 els experts en art Antonio Paolucci i Carlo Sisi li dedicaren una mostra titulada Dal segno alla scena, instal·lada a les sales de Palazzo Pitti, on s'exposaven alguns vestits en els que es podia observar de prop el resultat de la gran qualitat del seu treball i una sèrie de dibuixos que després van ser adquirits pel Gabinetto degli Uffizi.
El 2007 li fou atribuït el Premio di Eccellenza de l'Accademia Italiana.

## Filmografia
- Per Firenze, de Franco Zeffirelli (1966) - documental
- Pagliacci, de Franco Zeffirelli (1982)
- Cavalleria rusticana, dei Franco Zeffirelli (1982)
- Otello, de Franco Zeffirelli (1986)
- Giselle, de Herbert Ross (1987)
- Turandot, de Kirk Browning (1988) -
- Don Giovanni, de Brian Large (1990)
- Don Carlo, de Franco Zeffirelli (1992)
- Carmen, de Gary Halvorson (1997)
- Un tè con Mussolini (Tea with Mussolini), de Franco Zeffirelli (1999)
- Callas Forever, de Franco Zeffirelli 2002)
- Carmen, de George Bloom (2003)
- Metropolitan Opera: Live in HD (episodi Puccini's Turandot), de Gary Halvorson (2009)